# 대진중학교 (대구)
대진중학교(大辰中學校)는 대한민국 대구광역시 달서구 대곡동에 있는 공립 중학교이다.

## 학교 연혁
- 2004년 9월 16일 : 대진중학교 설립인가 (36학급)
- 2006년 2월 16일 : 신축공사 준공
- 2006년 3월 1일 : 초대 이헌덕 교장 취임
- 2006년 3월 3일 : 제1회 입학식 (9학급 352명)
- 2007년 7월 12일 : 도서관 설치
- 2009년 2월 12일 : 제1회 졸업식(9학급 남 204명, 여 165명 계 369명)
- 2014년 5월 19일 : 잔디 운동장 신축 개장
- 2018년 3월 1일 : 제5대 김준환 교장 취임
- 2022년 1월 10일 : 제14회 졸업식(남 130명, 여 108명 계 238명)
- 2022년 3월 2일 : 제17회 입학식(남 132명, 여 94명 계 226명)

## 참고 자료
- 대진중학교 - 한국교육학술정보원 학교알리미